# 북천역
북천역(Bukcheon station, 北川驛)은 경상남도 하동군 북천면 직전리에 위치한 경전선의 철도역이다. 경전선 진주~광양구간 복선비전철 개통과 동시에 현위치로 이전하였다. 무궁화호와 남도해양열차가 정차한다.
이 역은 매년 가을이 되면 열리는 코스모스 축제로 잘 알려져 있다. 구역사에서는 축제기간 동안 철길 부분을 제외한 역 구내 전체에 코스모스가 만발한다. 2007년에 처음으로 코스모스 축제를 시작한 이후 2008년부터는 '코스모스역'이라는 주제를 내걸고 행사가 더욱 활성화되었으며, 이때부터 역 시설물을 코스모스에 맞게 꾸몄다. 덕분에 2006년 한 해 7,600명이 승하차하였던 북천역은 2008년에는 코스모스 축제 기간에만 무려 44,000명이 이 역을 다녀갔다. 신역사로 이전한 후에는 코스모스축제 행사장이 역과 더 가까워졌지만, 신역사에서는 코스모스를 볼 수 없다. 그 대신 구역사에서 이전에 코스모스를 심을 수 없었던 본선 선로 등에도 코스모스와 메밀꽃을 심으면서 이전과는 조금 다른 형태로 축제를 이어나가고 있다. 2017년 5월에는 구역사에 디젤 기관차 7151호와 새마을호 객차를 이용한 열차카페도 들어섰다.

## 역명 유래
1914년에 행정구역 개편시 하동군 군북면, 곤양군, 진양면 대야천면을 통합하면서 북천이라 칭한데서 비롯되었다.

## 역사
- 1967년 10월 5일 : 역사 신축 착공
- 1968년 2월 7일 : 보통역으로 영업개시[3]
- 1968년 3월 2일 : 역사 신축 준공
- 1984년 3월 1일 : 양보역 관리역으로 지정
- 1991년 11월 1일 : 현 역사 증축
- 1992년 6월 10일 : 소화물 취급 중지[4]
- 2005년 9월 30일 : 화물 취급 중지
- 2013년 9월 27일 : 남도해양열차 정차 개시
- 2016년 7월 14일 : 경전선 진주~광양 구간 이설로 역을 직전리 1477-2에서 직전리 522-5(삼랑진 기점 113.9km)로 이전[5]
- 2021년 1월 1일: 무인역으로 격하

## 승강장
| ↑ 완사          |
| ４３ \| ２１ \| |
| 횡천 ↓          |

| 1 | 경전선 | 사용하지 않음                                             |
| 2 | 경전선 | 하동 · 광양 · 순천 · 보성 · 서광주 · 광주송정 · 목포 방면 |
| 3 | 경전선 | 진주 · 함안 · 마산 · 부전 방면                            |
| 4 | 경전선 | 사용하지 않음                                             |

## 사진
- 역명판
- 매표소
- 승강장
- 구역사 (선로쪽)
- 구역사 (광장쪽)
- 구역사 (선로쪽)
- 구역사 승강장
- 구역사 역명판 (코스모스테마로 변경이전)
- 코스모스축제 테마로 칠한 구역사
- 7151호 디젤 기관차와 레일바이크. 디젤 기관차 뒤쪽에 열차카페가 있다.
- 도로 좌측의 구 경전선과 우측의 신 경전선

## 인접한 역
| 경전본선       | 경전본선      | 경전본선           |
| -------------- | ------------- | ------------------ |
| 완사 부전 방면 | 무궁화 경전선 | 횡천 목포 방면     |
| 진주 부산 방면 | 남도해양열차  | 하동 광주송정 방면 |